# الکساندر اولرسکی
الکساندر اولرسکی (استونیایی: Aleksandr Olerski; ۱۸ مهٔ ۱۹۷۳ – ۲۱ اکتبر ۲۰۱۱) بازیکن فوتبال اهل استونی بود.
وی همچنین در تیم ملی فوتبال استونی بازی کرده‌است.